# Верховний Суд Української Радянської Соціалістичної Республіки
Верховний Суд Української Радянської Соціалістичної Республіки — найвищий судовий орган Української Радянської Соціалістичної Республіки, що здійснював нагляд за діяльністю всіх судових органів УРСР, розглядав особливо важливі справи, віднесені законом до його підсудності.
Суд обирався Верховною радою УРСР на 5 років. До його складу входили голова, його заступники, члени суду і народні засідателі. Діяв у складі пленуму та двох судових колегій: у цивільних і кримінальних справах.